# Guillermo Mendizábal
Guillermo Mendizábal Sánchez (8 d'octubre de 1954) és un exfutbolista mexicà.

## Selecció de Mèxic
Va formar part de l'equip mexicà a la Copa del Món de 1978. Durant la seva carrera fou jugador de Cruz Azul, UAG, Rayo Vallecano, i Club Deportivo Guadalajara.